# Cucullia perforata
Cucullia perforata là một loài bướm đêm trong họ Noctuidae.